# Hatillo (San José)
Hatillo es el décimo distrito del cantón central de la Provincia de San José. Es uno de los distritos más densamente poblados de Costa Rica.

## Historia
El nombre de Hatillo procede del antiguo hato de ganado de la cofradía de la ermita de San José que pastaba en las zonas llanas entre los ríos María Aguilar y Tiribí en la primera mitad del siglo XVIII.
A inicios del siglo XIX empieza a desarrollarse el café que será la principal actividad de sus habitantes, cuyo poblado empieza a desarrollarse en el camino de San José a Alajuelita. 
Antes de 1893 los hermanos Francisco y Augusto Gallardo Prieto tenían un terreno de 110 manzanas largas alrededor del Río Tiribí a lo largo de casi dos kilómetros entre Alajuelita y Escazú. Dicha propiedad se llamaba Finca EL HATILLO y producía uno de los mejores cafés en toda Costa Rica, tanto así que fue elegida para representar el país en la Exposición Mundial Colombina de Chicago en Estados Unidos, donde ganó un premio de calidad internacional. Valga mencionar que su exportación era exclusiva para Inglaterra.

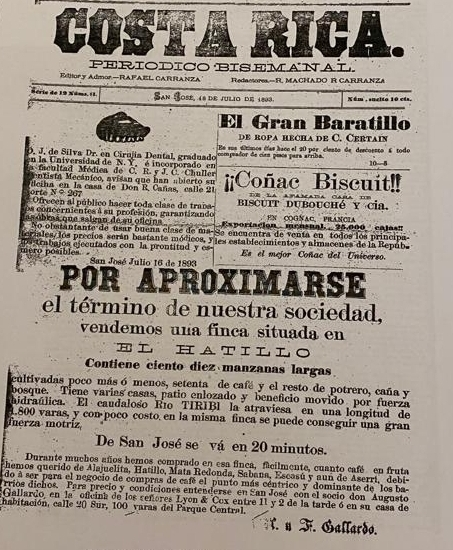
Anuncio de venta por Finca EL HATILLO en San José, de los hermanos Francisco y Augusto Gallardo Prieto, Periódico Bisemanal Costa Rica, julio de 1893. Dice: "Contiene ciento diez manzanas largas cultivadas, setenta de café y el resto de potrero, caña y bosque. Tiene varias casas y un beneficio movido por fuerza hidráulica".

A finales de dicho siglo, la zona contaba con una escuela y en los primeros años del siguiente se le dotó de servicio de agua potable, una capilla, un espacio para deportes y alumbrado eléctrico.
A mediados del siglo XX, empieza su proceso de urbanización con el proyecto Ciudad Satélite de Hatillo, desarrollado por el Instituto Nacional de Vivienda y Urbanismo. El 29 de abril de 1956 tuvo lugar el acto de entrega de las llaves de los nuevos residentes de la Unidad Vecinal 1, ceremonia a la que asistieron el presidente José Figueres Ferrer y el arzobispo Rubén Odio Herrera.
El inicio de este proyecto urbanístico favoreció la fundación de la Parroquia Sagrado Corazón de Jesús en 1959 al incrementarse el número de habitantes del distrito que llegó a convertirse en el más populoso de Costa Rica.
La comunidad de Hatillo protagonizó un importante movimiento social a nivel nacional al encabezar las manifestaciones en contra del aumento de la tarifa de electricidad en 1983.
A finales del siglo XX el distrito comenzó un proceso de transformación de un distrito eminentemente residencial a un espacio con una importante actividad comercial, gracias a la apertura de la Carretera de Circunvalación o Paseo de la Segunda República y a la apertura de centros comerciales como Plaza América y La Verbena en la primera mitad de la década de 1990.

## Ubicación
Hatillo se ubica en el suroeste de la ciudad capital de Costa Rica entre los ríos María Aguilar y Tiribí. Limita al norte con los distritos de Mata Redonda y Hospital, al este con el de San Sebastián y al sur y al oeste con el cantón de Alajuelita.

## Geografía
Hatillo cuenta con un área de 4,37 km² y una altitud media de 1125 m s. n. m.
La extensión territorial de Hatillo varió para la realización del censo de 1984, al reducirse en 0,1 km² hasta alcanzar la actual superficie de 4,27 km². De ahí que la densidad de población distrital desde 1984 no es comparable con los censos anteriores.

## Demografía
Para el año 2022, Hatillo cuenta con una población estimada de 60 723 habitantes, y para el último censo efectuado, en 2011, Hatillo contaba con una población de 50 511 habitantes.
De acuerdo con los censos de los años 2000 y 2011, la población de Hatillo nacida en el extranjero se distribuye de la siguiente forma:
| País de nacimiento       | Total 2000 | % Extranjeros | Total 2011 | % Extranjeros |
| ------------------------ | ---------- | ------------- | ---------- | ------------- |
| Nicaragua                | 2.868      | 83,4          | 2.654      | 80,8          |
| Colombia                 | 41         | 1,2           | 114        | 3,5           |
| China                    | 32         | 0,9           | 91         | 2,8           |
| El Salvador              | 121        | 3,5           | 84         | 2,6           |
| Panamá                   | 72         | 2,1           | 59         | 1,8           |
| Nacidos en el extranjero | 3.439      | 100,0         | 3.286      | 100,0         |

## Localidades

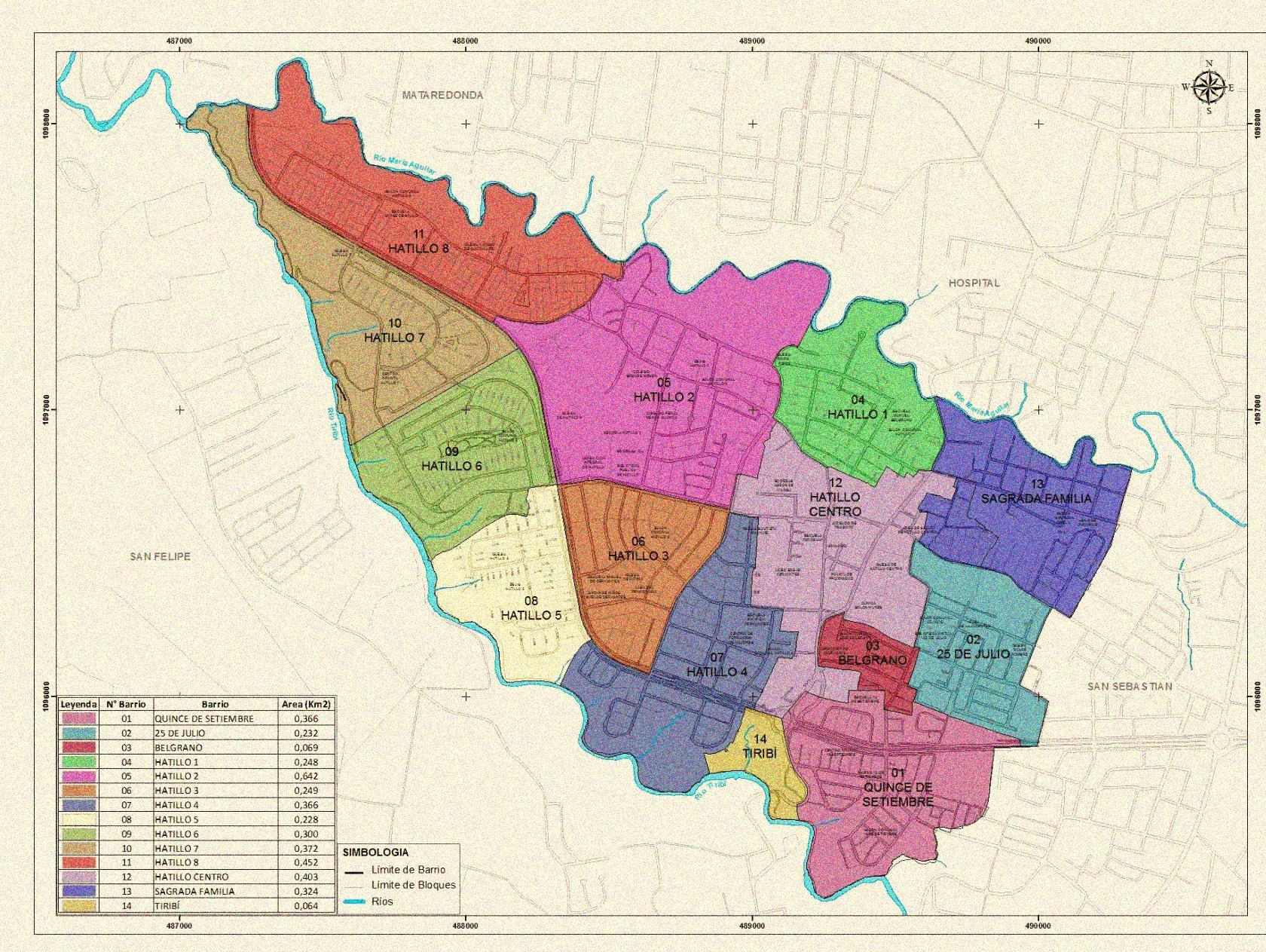
Mapa de Hatillo

Las localidades de acuerdo a la División Territorial Administrativa vigente son:
- Barrios: Bajo Cañada (parte), Belgrano, Hatillo Centro, Hatillo Uno, Hatillo Dos, Hatillo Tres, Hatillo Cuatro, Hatillo Cinco, Hatillo Seis, Hatillo Siete, Hatillo Ocho, Quince de Setiembre, Sagrada Familia, Tiribí, Topacio, Veinticinco de Julio, Vivienda en Marcha.
- Otras localidades: Nietos de Carazo, Reina de los Ángeles, Verbena

## Cultura

### Arquitectura y urbanismo
La mayor parte de los barrios que componen el distrito cuentan con su propio parque o campo para la práctica del fútbol. Uno de los parques más conocidos es el de Hatillo Centro, situado al frente de la iglesia parroquial Sagrado Corazón de Jesús donde se observan unas peculiares estatuas que vistas desde lejos crean una ilusión óptica que aparentan líneas rectas cuando en realidad son onduladas.

### Deporte
El Polideportivo de Hatillo 2 cuenta con un campo para la práctica del fútbol, un gimnasio para el baloncesto, una piscina para natación, una pista de patinaje y una amplia zona verde: el Bosque Jerusalén 3000.
La gimnasia rítmica también se practica en esta localidad y el movimiento escultista tiene algunas unidades en distintos sectores de la comunidad.

### Educación
La Biblioteca Pública de Hatillo, ubicada en el barrio de Hatillo 2 atiende gran cantidad de usuarios de lunes a sábado, principalmente escolares y colegiales. El Instituto Nacional de Aprendizaje tiene dos sucursales: Hatillo 2 y La Florida.
Entre los centros educativos del distrito se encuentran:
- Centro Educativo Adventista Bilingüe de Costa Rica
- Centro Pedagógico Kenely de Colores
- Centro Educativo Saint Valentine
- Colegio Técnico Profesional de Hatillo
- Escuela 15 de septiembre
- Escuela Carolina Dent Alvarado
- Escuela de Hatillo 2
- Escuela General Manuel Belgrano González
- Escuela Jorge Debravo
- Escuela Miguel de Cervantes Saavedra
- Escuela Pacífica Fernández Oreamuno
- Escuela República del Paraguay
- Instituto de Desarrollo de Inteligencia
- Liceo Edgar Cervantes Villalta
- Liceo Roberto Brenes Mesen

### Música
El templo católico de Hatillo 6 fue elegido en agosto de 2006 para la presentación de una orquesta suiza como parte del XVI Festival de Música CREDOMATIC y como parte de los actos culturales programados en San José como Capital Iberoamericana de la Cultura en 2006.

### Religión
La Iglesia católica cuenta con tres parroquias: Sagrado Corazón de Jesús en Hatillo Centro (fundada en 1959), Nuestra Señora de Fátima en Hatillo 3 (fundada en 1990) y Sagrada Familia en el barrio del mismo nombre (fundada en 1985). El diseño de la iglesia parroquial de Hatillo Centro es obra del arquitecto costarricense Teodorico Quirós Alvarado quien también había diseñado la iglesia de San Isidro de Coronado. El papa Juan Pablo II durante su visita a Costa Rica en 1983 recorrió algunas de las calles del distrito para dirigirse del Seminario Central a la Nunciatura Apostólica. La Iglesia Nuestra Señora de Guadalupe (fundada en 1995) en Hatillo 8 destaca por tener en su altar el crucifijo más grande de Costa Rica. 

## Economía
El distrito de Hatillo es eminentemente urbano y residencial; sin embargo, ha sido objeto de una creciente actividad comercial, concentrada principalmente en los centros comerciales de Hatillo, Plaza América, La Verbena, La Lima y Doma. En el distrito se han establecido numerosas mueblerías, tortillerías, panaderías, librerías, talleres mecánicos y automotrices, gasolinerías, dentisterías, farmacias, consultorios médicos, bares, restaurantes, tiendas e imprentas.
No obstante, la mayoría de los residentes de la comunidad trabajan fuera del distrito, principalmente en otras zonas de San José o en localidades de la Gran Área Metropolitana.
Cada domingo se celebra la Feria del Agricultor, en la cual se comercializan productos de consumo destinados a los pobladores del distrito y de zonas cercanas. Durante los fines de semana, las calles paralelas que separan Hatillo 2 (de este a oeste) y Hatillo 3 (de oeste a este) se convierten en el centro de esta feria, donde los productores agrícolas venden directamente sus productos al consumidor.

## Transporte

### Carreteras
Al distrito lo atraviesan las siguientes rutas nacionales de carretera:
- Ruta nacional 39
- Ruta nacional 110
- Ruta nacional 176
- Ruta nacional 177

## Residentes destacados
La siguiente lista incluye costarricenses destacados oriundos o residentes en algún momento de sus vidas en el distrito de Hatillo:
- Minor Álvarez, futbolista.
- Din John Arias, futbolista.
- Yosimar Arias, futbolista.
- María Luisa Ávila Agüero, exministra de Salud de Costa Rica 2006-2010 y 2010-2014.
- Christian Bolaños, jugador de fútbol, mundialista de Alemania 2006 y Brasil 2014.
- Juan Bustos Golobio, futbolista.
- Sandra Cauffman, científica, formó parte de los constructores del satélite Maven de la NASA.
- Kenneth Cerdas, futbolista.
- Edgar Cervantes Villalta, Presidente de la Corte Suprema de Costa Rica.
- Alfonso Chase, escritor.
- Carlos Clark, exfutbolista.
- David Guzmán, futbolista.
- Orlando Mora, atleta.
- Daniel Quirós, comentarista de Teletica Deportes.
- Álvaro Valverde Loaiza, periodista.
- Erick Rivera Paniagua, Cirujano Maxilofacial, Profesor Universitario.
- Christian Rivera Paniagua, cirujano plástico, impulsor del Turismo Médico en Costa Rica.
- Margarita Segura, Universidad Nacional
- Juan José Amador, abogado, Universidad Federal do Rio Grande do Sul, Brasil.